# 鲁西讷
鲁西讷（法語：Roussines，法語發音：[ʁusin]）是法国安德尔省的一个市镇，位于该省南部偏西，属于勒布朗区。

## 地理
鲁西讷（46°28'7"N, 1°23'22"E）面积22.98 平方千米，位于法国中央-卢瓦尔河谷大区安德尔省，该省份为法国中部省份，北起卢瓦-谢尔省，西北接安德尔-卢瓦尔省，西南接维埃纳省，南至克勒兹省和上维埃纳省，东临谢尔省。
与鲁西讷接壤的市镇（或旧市镇、城区）包括：沙亚克、拉沙特尔朗格兰、帕尔纳克、萨谢尔热圣马尔坦、圣伯努瓦迪索、圣西夫朗、圣吉勒。

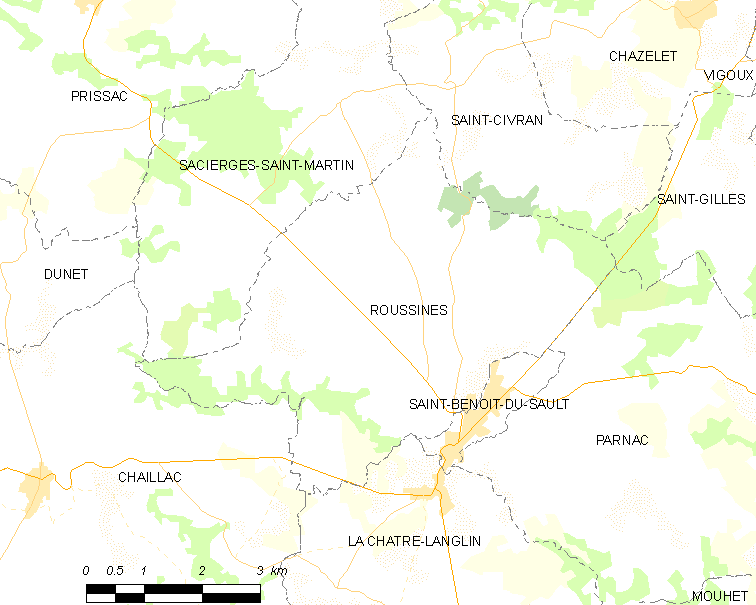
鲁西讷的OSM定位图

鲁西讷的时区为UTC+01:00、UTC+02:00（夏令时）。

## 行政
鲁西讷的邮政编码为36170，INSEE市镇编码为36174。

## 政治
鲁西讷所属的省级选区为圣戈捷县。

## 人口

1962-2008年间鲁西讷人口变化图示

鲁西讷于2022年1月1日时的人口数量为358人。